# Совершенно серьёзно
«Совершенно серьёзно» — советский комедийно-сатирический альманах 1961 года, состоящий из пяти фильмов-новелл.

## Сюжет
Комедийный альманах, состоящий из пяти киноновелл. Поставлены они разными режиссёрами под художественным руководством классика режиссуры Ивана Пырьева.

## Съёмочная группа
- Художественный руководитель: Иван Пырьев
- Редактор: Е. Скиданенко

Альманах подготовили к выпуску:
- Режиссёр: Эдуард Абалов
- Оператор: Савва Кулиш
- Композитор: Александр Зацепин
- Второй режиссёр: А. Ваничкин
- Директор: Г. Меерович

### «Как создавался Робинзон» (фельетон)
(автор сценария и режиссёр — Эльдар Рязанов)
Комедия по фельетону Ильи Ильфа и Евгения Петрова о всесильной роли редактора, умудрившегося из романа о советском Робинзоне выбросить самого Робинзона.
Редактору иллюстрированного журнала «Приключенческое дело» хочется приковать внимание молодёжного читателя, однако имеющиеся в запасе произведения («7 дней внутри акулы», «В объятиях анаконды» и «Летающие сервизы») не отвечают этому требованию. Тогда редактор решает пригласить писателя Молдаванцева и заказать ему роман о советском Робинзоне Крузо.
В назначенный срок произведение готово, однако редактор остаётся недовольным отсутствием на необитаемом острове месткома, профсоюза, общественности и трудящихся.

### «История с пирожками» (киношутка)
(сценарий — Эмиль Брагинский и Вильям Козлов, режиссёр — Наум Трахтенберг, оператор — Савва Кулиш)
Комедия о незадачливом покупателе, съевшем пирожки в очереди в кассу.
В магазине самообслуживания голодный покупатель берёт два пирожка по 5 копеек и съедает их, стоя в очереди в кассу. Кассирша отказывается брать деньги за товар, которого не видит, но и покупатель оказывается принципиальным.

### «Иностранцы» (кинофельетон)
(сценарий — Борис Ласкин, режиссёр — Эдуард Змойро)
Кинофельетон о советских стилягах.
Молодой человек, ведущий праздный образ жизни, «подцепляет» в гостинице иностранца и приглашает его к себе домой, где, вместе с приятелями, договаривается с гостем обменять русские сувениры на заграничные «шмотки».
В итоге иностранец оказывается советским журналистом, который готовит фельетон о стилягах, занимающихся фарцовкой, в центральной газете.

### «Приятного аппетита»
(сценарий — Владимир Дыховичный и Морис Слободской, режиссёр — Владимир Семаков)
Новелла о культуре обслуживания.
Официантка крайне неохотно обслуживает пожилого клиента, попутно обсуждая с коллегами передачу на радио, в которой бывший официант рассказывал о «прежних» порядках, когда посетители могли издеваться над официантами.
В конце пожилой клиент, который оказывается тем самым бывшим официантом, в песенной форме обучает официантку и её коллег качественному обслуживанию.

### «Пёс Барбос и необычный кросс»
(автор сценария и режиссёр — Леонид Гайдай)
Эксцентрическая комедия по фельетону Степана Олейника. Первое появление на экранах знаменитой троицы Трус, Балбес и Бывалый.
Три приятеля, взяв с собой пса Барбоса, собирались на рыбалке противозаконно глушить рыбу динамитом, однако всё пошло не так, как они планировали.

## В ролях
- Сергей Филиппов — камео, ведущий альманаха
- Павел Тарасов — кинокритик
- Пётр Репнин — кинокритик
- Игорь Сретенский — сценарист

«Как создавался Робинзон»
- Анатолий Папанов — редактор
- Сергей Филиппов — писатель Молдаванцев / Робинзон Крузо
- Зиновий Гердт — закадровый текст от автора (в титрах не указан)

«История с пирожками»
- Ростислав Плятт — покупатель-филолог, съевший пирожки
- Георгий Георгиу — директор магазина
- Борис Новиков — заведующий отделом
- Эмилия Трейвас — заведующая секцией
- Светлана Харитонова — Тонечка, кассир
- Рина Зелёная — женщина в очереди

«Иностранцы»
- Владимир Кулик — Жора Волобуев, стиляга
- Мария Миронова — мать Жоры
- Мария Кравчуновская — бабушка Жоры
- Александр Белявский — «Фрэнк», журналист
- Илья Рутберг — Эдик «Косой», стиляга
- Татьяна Бестаева — «Мэри», стиляга

«Приятного аппетита»
- Серафим Аникеев — посетитель, бывший официант
- Марина Полбенцева — официантка
- Ольга Викландт — буфетчица
- Нина Магер — молодая официантка
- Елизавета Никищихина — посетительница кафе (нет в титрах)
- Павел Винник — повар (нет в титрах)
- Георгий Милляр — швейцар (нет в титрах)

«Пёс Барбос и необычный кросс»
- Евгений Моргунов — Бывалый
- Георгий Вицин — Трус
- Юрий Никулин — Балбес
- Пёс Брёх — пёс Барбос (нет в титрах)